# Porok
Porok je svaka loša navika, stečena sklonost koje se teško osloboditi. Najčešće se to odnosi na mane u ponašanju ili slabost osobnosti koja stvara sklonost različitim oblicima tjelesne ili psihičke ovisnosti. Drugim riječima, predstavlja nemoralno ili kriminalno ponašanje te osobiti oblik nekog od takvih ponašanja, poput narkomanije, prostitucije i sl, odnosno ovisnost bilo koje vrste.

## Etimologija
Riječ porok dolazi od praslavenske i staroslavenske riječi porokъ, koja je kasnije preko ruskog (porók) ušla i u druge slavenske jezike.
Iz latinske riječi vitium, koja je označavala nedostatak (defekt), u engleskom se oblikovala riječ vice. Sličan oblik pojavljuje se i drugim romanskim jezicima; tako na talijanskom glasi vizio, španjolsko vicio, a francuskom vice, jednako kao i u engleskom, zbog čega se smatra da je engleski oblik zapravo usvojenica francuskog (iz latinskog).

## Popularna kultura
Poroci tijekom povijesti bili neiscrpno nadahnuće za brojne knjige, filmove, kazaišne predstave, čiji su neizostavni dio i danas, posebno filmova i televizijskih serija (trilera, krimi-serija, drama...) te podjednako pripisuju, izražavaju i razvijaju kod likova pozitivaca i negativaca, glavnih i sporednih likova. Često su poroci pokretači dramske radnje kao uzrok dramskog sukoba, počesto između prota- i antagonista.